# Ludwig Edinger
Ludwig Edinger (Worms, 13 aprile 1855 – Francoforte, 26 gennaio 1918) è stato un anatomista e neurologo tedesco; fu, nel 1914, il primo professore tedesco di neurologia e il fondatore della neuroanatomia comparata.
Descrisse, insieme all'amico e collega Carl Friedrich Otto Westphal, l'omonimo nucleo, che contiene neuroni parasimpatici pregangliari del nervo oculomotore (III nervo encefalico).

## Biografia
Edinger crebbe a Worms, dove suo padre era un benestante mercante di prodotti tessili e membro democratico del Congresso del Granducato d'Assia. Sua madre era la figlia di un medico di Karlsruhe.
Studiò medicina dal 1872 al 1877 all'Università di Heidelberg e poi all'Università di Strasburgo. Iniziò a specializzarsi in neurologia mentre era assistente all'Università di Giessen (1877- 1882); il lavoro del 1881 per l'abilitazione a Privatdozent fu dedicato a questo campo. Si trasferì quindi a Berlino per esercitare la professione di medico, poi a Lipsia e a Parigi, prima di aprire il proprio studio di neurologia a Francoforte, nel 1883.
Propose nel 1885 che il patologo ebreo Karl Weigert divenisse direttore del laboratorio di anatomia dell'istituto di ricerca Senckenberg a Francoforte. Weigert era stato infatti vittima di pregiudizi antisemiti e perciò aveva avuto difficoltà a occupare altri incarichi. Weigert offri al suo amico Edinger degli uffici per lavorare nel suo istituto. Nel 1902 Edinger disponeva dello spazio sufficiente per creare un proprio dipartimento di neurologia.
Nel 1909 una controversia riguardo al finanziamento del dipartimento di neurologia oppose Edinger all'istituto Senckenberg. Edinger spostò quindi la sua attività all'Università di Francoforte, dove aveva ottenuto di essere il solo responsabile del finanziamento del suo dipartimento. Nel 1886 aveva sposato Anna Goldschmidt, discendente da una ricca famiglia di banchieri ebrei di Francoforte; nel 1906 le sue difficoltà economiche si erano di molto ridotte grazie a una cospicua eredità ottenuta da sua moglie.
Il 26 gennaio 1918 Edinger morì inaspettatamente per un arresto cardiaco. L'istituto da lui fondato continuò a svilupparsi dopo la sua morte grazie a una fondazione voluta dallo stesso Edinger. Il dipartimento di neurologia della facoltà di medicina dell'università di Francoforte è dedicato alla sua memoria.
A Edinger si devono i termini gnosis e praxis. Questi termini vennero usati in seguito nelle descrizioni dell'agnosia e dell'aprassia. È il primo a descrivere i tratti ventrali e dorsali dello spinocerebellum e a distinguere il paleocerebellum dal neocerebellum.